# Кобринский церковный собор
Церко́вный собо́р высшего униатского духовенства Речи Посполитой проходил в Ко́брине в сентябре 1626 года. Собор был созван королём Сигизмундом III Вазой и униатским митрополитом Иосифом Рутским для примирения православных и грекокатоликов (униатов). Проведение объединительного собора оказалось невозможным по причине не приятия этой идеи как руководством православной церкви Речи Посполитой, так и Римской курией.
В итоге в работе собора приняли участие лишь униаты. Были приняты следующие решения:
- открыть семинарию для подготовки униатского духовенства[2];
- осудил симонию;
- подтвердил автономию базилианского ордена в церкви;
- запретил высшему белому духовенству занимать должности в ордене базилиан;
- обязал епископов и протоархимандрита (генерала) базилиан ежегодно отчитываться перед митрополитом, который, в свою очередь, отчитывался перед Конгрегацией пропаганды веры в Риме;
- созывать общецерковные соборы каждые 4 года.

В 1629 году решения Кобринского собора были закреплены папой Урбаном VIII.